# Xironogiton cassiensis
Xironogiton cassiensis är en ringmaskart som beskrevs av Holt 1974. Xironogiton cassiensis ingår i släktet Xironogiton och familjen kräftmaskar. Inga underarter finns listade i Catalogue of Life.